# Mark Clifton
Mark Clifton (n. 1906 –d. 1963) a fost un scriitor american de literatură științifico-fantastică.

## Viața și cariera
Clifton a început să publice în mai 1952, prima sa povestire fiind "What Have I Done?", cuprinsă ulterior în multe antologii. 
Altă povestire populară a fost "Star Bright", prima dintre cele trei apărute în revista Galaxy a lui Horace Gold (iulie 1952). Din corespondența lui Clifton rezultă că Gold "a devastat editorialistic" povestirea, publicând-o într-o formă extrem de diferită. Povestirea a fost comparată în mod favorabil cu "Mimsy Were the Borogoves" a lui Kuttner și Moore, apărută în revista Astounding cu nouă ani mai devreme.
Jumătate din opera sa se încadrează în două serii: seria "Bossy" (despre un computer cu inteligență artificială, scrisă împreună cu Alex Apostolides și Frank Riley) și seria "Ralph Kennedy", mult mai comică (scrisă mai mult împreună cu Apostolides, include și romanul When They Come From Space).
Romanul său Mașina eternității (scris împreună cu Frank Riley) a fost serializat în Astounding de-a lungul anului 1954 și a câștigat Premiul Hugo pentru cel mai bun roman în anul 1955.
Mulți ani, Clifton a lucrat ca director de personal, intervievând "peste 200.000" de oameni, după cum reiese dintr-o scrisoare adresată lui Judith Merril și citată în The Science Fiction of Mark Clifton. Această experiență a creionat mare parte din atitudinea pe care Clifton a avut-o în legătură cu deziluziile oamenilor legate de ei înșiși, dar și cu mărețele realizări de care sunt capabili.
În The Science Fiction of Mark Clifton, Barry N. Malzberg scria: "Clifton a fost un inovator al începutului anilor '50 de o asemenea magnitudine, încât abordarea sa a devenit un standard printre scriitorii de science fiction. El a folosit teme comune ale science fiction-ului - invazii extraterestre, extinderea tehnologiilor, revoluție împotriva teocrației politice și colonizarea spațiului - dar, spre deosebire de predecesorii săi, a imprimat acestor teme clasice întreaga gamă a sofisticatei introspecții psihologice".
Faima lui Clifton a pălit rapid, în 2010 fiindu-i decernat postum premiul de re-descoperire Cordwainer Smith, pentru ignorare injustă.

## Opera

### Bossy
- Crazy Joey (1953) — cu Alex Apostolides
- Hide! Hide! Witch! (1953) — cu Alex Apostolides
- They'd Rather Be Right (1957) — cu Frank Riley, publicată și cu titlul The Forever Machine

ro. Mașina eternității - editura Cristian 1993 și 1994

### Ralph Kennedy
- What Thin Partitions (1953) — cu Alex Apostolides
- Sense from Thought Divide (1955)
- How Allied (1957)
- Remembrance and Reflection (1958)
- When They Come From Space (1962)
- Pawn of the Black Fleet (1962) — re-editată în 2011 ediție omnibus, cu titlul The Secret of Marracott Deep & Pawn of the Black Fleet (cu Henry Slesar)

### Alte romane
- Eight Keys to Eden (1960)
- The Kenzie Report (2010)
- Do Unto Others (2010)
- A Woman's Place (2010)

### Povestiri
- "What Have I Done?" (1952)
- "Star, Bright" (1952)
- "The Conqueror" (1952)
- "The Kenzie Report" (1953)
- "Bow Down to Them" (1953)
- "Solution Delayed" (1953) - cu Alex Apostolides
- "Progress Report" (1953) - cu Alex Apostolides
- "Civilized" (1953) - cu Alex Apostolides, apărută și cu titlul "We're Civilized" (1953)
- "Reward for Valor" (1953)
- "A Woman's Place" (1955)
- "Clerical Error" (1956)
- "The Dread Tomato Addiction" (1958)
- "Do Unto Others" (1958)
- "What Now, Little Man?" (1959)
- "Hang Head, Vandal!" (1962)

## Premii
- Cordwainer Smith Rediscovery Award, în 2010